# 2022年のエムポックス流行における同性愛者への差別
2022年のエムポックス流行における同性愛者への差別では、2022年のエムポックス流行に起因する、同性愛者に対する偏見や差別、ヘイトクライムについて述べる。
なお、エムポックスは以前は「サル痘」と呼称されていたが、2022年11月に世界保健機関（以下、WHO）が英語名称を「mpox」に改めるとの声明を発表し、日本では2023年5月に厚生労働省がこの名称に変更した。

## 背景

### エムポックスの感染者
エムポックスの感染者の多くが、男性同性愛者（以下、ゲイ）、両性愛者（以下、バイセクシュアル）、男性間性交渉者（以下、MSM）であることが指摘されている。日刊ゲンダイによると、「MSMの人たちに多い性感染症ではないか」といった見方も存在する。
2022年7月27日、WHOの事務局長テドロス・アダノムが、感染者についてその98％がゲイであることを示し、「偏見や差別はどんなウイルスよりも危険で、感染拡大を悪化させる可能性がある」と述べた。また、厚生労働省は、「サル痘の大部分は男性で、ほとんどの症例が、ゲイ・バイセクシュアルおよび、その他の男性と性交渉することを自身で認識している男性の間で発生しているとWHOから報告」「『偏見などがないように』と、テドロス事務局長から強くご報告」を受けたことを明らかにしている。
アメリカ国立アレルギー・感染症研究所所長のアンソニー・ファウチは、「これはHIV（ヒト免疫不全ウイルス）の初期に見られた状況を彷彿とさせる」と述べている。

## 内容
MITテクノロジーレビューによると、サル痘についての「誤情報の多くは直接的に同性愛嫌悪を煽り、感染拡大の非難の矛先をLGBTQ+コミュニティに向けようとするもの」である。また、「反LGBTQ+の言動が違法とされる国がサル痘感染者が最も多い地域であると主張するものや、ウイルスを『神による報復』と呼ぶもの」もあるという。

### 日本
具体例として、SNSには「サル痘が流行ってるからゲイは禁止にしよう」「絶対にサル痘にはなりたくない。ゲイ認定されるとか屈辱の極み」といった投稿がされている。
ゲイ当事者の男性は、「また誤解とか偏見が広まっていくと、（多様性が認められる）今のこの流れに水を差される恐れがある」、同男性のパートナーは「ヘイトクライムみたいに何か攻撃されるんじゃないかとか、ゲイ＝病気っていうところですごい見られてしまうと、生活に支障をきたすんじゃないか」と不安を口にした。また、オープンリーゲイの小原ブラスは、報道番組内で「仮に同性愛者の間で広まったことで世界に広まったとしても、同性愛者がいっぱいセックスするから世界にサル痘が広まったんやって批判するのって正しい批判なん？って、僕は思う」、「『ゲイのせいで広まった』っていうのが通用するんやったら、一時、コロナが広まった時に欧米で『アジア人がなんでも食べるから、こういうのが広まったんや』っていうアジア人差別と一緒だよねって思っちゃう」「今、考えるべきなのは、誰のせいでどう広まったかじゃなくて、どう予防するべきなのかとか、そういう発信をする方が全然、有益ちゃいます？って思います」などと述べた。
医療関係の情報サイト『医知場』の記事では、感染経路として「アフリカに生息するリスなどのげっ歯類、サル、ウサギなどウイルスを保有する動物に咬まれたり、発疹に触ること」、「感染者の皮膚への接触（接触感染）、咳やくしゃみ（飛沫感染）、感染者の寝具などを介して感染する」とともに「男性-男性間の性交渉での感染が起こっています」と記されている。日経メディカルの三和護は、サル痘と性感染症一つ、梅毒において「懸念すべき『接点』」があると述べている。

### アメリカ合衆国
アメリカ下院議員のマージョリー・テイラー・グリーンは、「サル痘は実際には同性同士の性行為によってしか感染しない」と主張している。

### フランス
「サル痘専用ワクチンセンター」で天然痘ワクチンを接種した男性は、「コロナほど怖くないけど、差別などが怖いので、できるだけ早く受けたかったんです」と述べた。

### インドネシア
ムスリムが人口の多数を占め、同性愛の取り締まりが強まるインドネシアでは、同国保健省が、同性愛者への監視を強めることを公表した。

## 対応・対策

### 国際連合
国際連合エイズ合同計画（UNAIDS）は、「最近のサル痘ウイルスの感染事例のうち多くが、ゲイ・両性愛者などと性関係を結んだ男性から確認された」としている一方、「誰でも感染者と密接に接触すれば感染する可能性があるにもかかわらず、一部の経路だけが取り上げられている」、「一部の報道は、人種差別的で同性愛嫌悪的」「サル痘の社会的汚名を助長することで、増加する感染への対応を弱めるおそれがある」などと批判している。

### 日本
国立感染症研究所は、「特定の集団や感染者、感染の疑いのある者等に対する差別や偏見は、人権の侵害につながるため、客観的な情報に基づき、先入観を排した判断と行動がなされるべきである」としている。
『毎日新聞』は社説で「HIV（エイズウイルス）の感染では、同性愛者が差別にさらされた。同じような過ちを繰り返してはならない」と呼び掛けた。

### アメリカ
アメリカ疾病予防管理センターは、5月の段階で「性的指向にかかわらず、誰でも感染させる恐れがある」と強調していた。
ハンギョレ新聞によると、国内防疫においては、ファウチが「ゲイ・コミュニティの代表」に参加してもらうことを明らかにしている。理由として「地域社会の参加は常に成功が立証されてきた」ことを挙げている。

### タイ王国
タイの保健省疾病対策局局長オパートは、天然痘ワクチンについて「誰に先に摂取するかは検討が必要だが、バイセクシャル（両性愛）の男性や免疫力の低い人にまず接種すべきではないか」とした上で「これはセンシティブな問題であり、バイセクシャルの人が接種を受けに来てくれるかどうかわからない」と述べている。